# Relíquias
Relíquias est une paroisse civile portugaise (en portugais : freguesia) de la municipalité d'Odemira dans le district de Beja.

## Géographie
Relíquias est située au nord-est d'Odemira (São Salvador e Santa Maria), sur la route d'Aljustrel et Beja.

## Démographie
Lors du recensement de 2021, Relíquias compte 995 habitants.